# Ajtarski
Ajtarski (del ruso: Ахтарский) es un posiólok del raión de Primorsko-Ajtarsk del krai de Krasnodar en el sur de Rusia. Está situado junto a un pequeño lago salado al oeste del limán Beisugski, desembocadura del río Beisug en el mar de Azov, 14 km al este de Primorsko-Ajtarsk y 118 km al noroeste de Krasnodar, la capital del krai. Tenía 3 330 habitantes en 2010.
Es cabeza del municipio Ajtarskoye.

## Demografía
| 2002  | 2010  |
| ----- | ----- |
| 4 307 | 3 330 |

### Composición étnica
De los 4 307 habitantes que tenía en 2002, el 84.6 % era de etnia rusa, el 3.4 % era de etnia armenia, el 2.3 % era de etnia ucraniana, el 1.6 % era de etnia tártara, el 1.6 % era de etnia alemana, el 1.3 % era de etnia griega, el 0.7 % era de etnia georgiana, el 0.6 % era de etnia gitana, el 0.5 % era de etnia bielorrusa, el 0.3 % era de etnia adigué, el 0.3 % era de etnia azerí y el 0.1 % era de etnia turca